# Tolypocladium extinguens
Tolypocladium extinguens är en svampart som beskrevs av Samson & Soares 1984. Tolypocladium extinguens ingår i släktet Tolypocladium och familjen Ophiocordycipitaceae.   Inga underarter finns listade i Catalogue of Life.